# Provincia di Catania
La provincia di Catania (ufficialmente, dal 1986: provincia regionale di Catania) è stata una provincia italiana della Sicilia, comprendente 58 comuni con una popolazione di 1 116 168 abitanti nell'anno 2014. Il 4 agosto 2015, è stata soppressa e sostituita dalla città metropolitana di Catania.
La provincia occupava una superficie di 3574 km² con una densità di popolazione di 312,33 abitanti per chilometro quadrato. Affacciata a est sul mar Ionio, confinava a nord con la provincia di Messina (limite segnato in buona parte dal corso del fiume Alcantara), a ovest con la provincia di Enna e la provincia di Caltanissetta, a sud con la provincia di Ragusa (limite segnato in buona parte dal corso del fiume Dirillo) e la provincia di Siracusa.

## Geografia fisica
Confinava a nord con la provincia di Messina (il cui confine era segnato in buona parte dal corso del fiume Alcantara), ad ovest con la provincia di Enna e quella di Caltanissetta, a sud con quelle di Ragusa (il cui confine era segnato in buona parte dal corso del fiume Dirillo) e di Siracusa. Il territorio provinciale, data la sua vastità territoriale, comprendeva diverse aree storicamente distinte, quali l'Acese (a est, con capo comprensorio attestabile nella città di Acireale) e la costa jonico-etnea (a nord-est, con capo comprensorio Giarre), il Calatino-Sud Simeto (a sud, con capo comprensorio Caltagirone, la città più popolosa e rilevante della zona), l'area dell'Etna occidentale (a nord-ovest, con capo comprensorio Paternò, la città più grande dell'area) e l'Area metropolitana di Catania.

## Storia

### Il XIX secolo e l'Unità d'Italia
Le origini della provincia catanese sono da ricondursi all'omonimo ente creato dal Regno delle Due Sicilie nel 1817 durante la Restaurazione. La provincia borbonica verrà abolita dalle nuove autorità garibaldine nel 1860. 

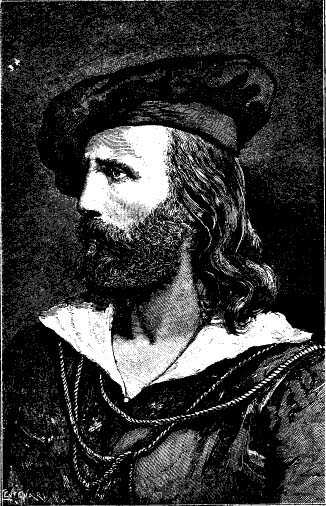
Giuseppe Garibaldi.

La provincia, e in particolare la città di Bronte durante l'impresa dei Mille furono teatro di un episodio controverso, noto come la Rivolta di Bronte. Nell'agosto del 1860, i contadini di Bronte si ribellarono occupando le terre dei latifondisti, dando credito alle promesse di equa ripartizione delle terre da parte di Garibaldi. La rivolta fu soppressa nel sangue da Nino Bixio forse perché timoroso di un'eventuale rivoluzione repubblicana.
A seguito dell'unificazione d'Italia con la creazione della provincia etnea del nuovo regno, con R.D. n. 929 del 16 ottobre 1862, anche la Camera consultiva di commercio venne trasformata in Camera di Commercio ed Arti e nel dicembre dello stesso anno istituita la Borsa valori. Fu un risultato brillante per l'economia della provincia attirando gli investimenti di finanzieri del più ricco nord Europa interessati all'attività mineraria zolfifera che facendo capo al porto di Catania ne permetteva l'agevole esportazione. Vennero quindi impiantate banche e finanziati progetti di ferrovie minerarie. La crescita economica e sociale si riscontrava soprattutto nel capoluogo, Catania che alla fine dell'Ottocento appariva dotata di una veste cittadina molto elegante, pur con differenze macroscopiche riguardo ai quartieri di sud-ovest, quelli classici dell'immigrazione della manodopera. Gli anni settanta del XIX secolo vedono Catania divenire la capitale dello zolfo isolano; le ferrovie attirano ormai sulla città e sul suo porto anche gli zolfi di Villarosa che prima venivano trasportati ad Agrigento e anche grazie a questo il porto di Catania ottiene la categoria di porto di 1ª classe in virtù del volume di merci movimentate. Oltre 20.000 tessitori ormai lavoravano nelle filande del capoluogo, immigrati da tutta la provincia e il Banco di Sicilia vi aprì la sua prima filiale. La popolazione di Catania passò dai 52 000 abitanti del 1834 ai 101.000 del 1881. Un rapporto del 1887 del Gentile Cusa registra l'assenza di emigrazione verso l'estero dal catanese, a differenza del resto della Sicilia.
Verso la fine del secolo, anche grazie all'apporto di capitale straniero e ai finanziamenti delle banche, si svilupparono le raffinerie di zolfo e le industrie chimiche a esso collegate, le attività molitorie, come i grandi Mulini Prinzi che importavano grano ed esportavano farine; il cotonificio De Feo impiegava oltre 480 addetti e nel 1897 produceva 1500 kg di filati al giorno; estesa era anche la produzione di mobili e di carrozze. La fine del secolo vide anche la costruzione della Ferrovia Circumetnea che trasportava merci e viaggiatori dalle zone attorno all'Etna verso Catania e il suo porto e contribuiva all'export dei vini etnei tramite il porto di Riposto. Vengono anche approntati progetti di linee tranviarie a servizio delle zone minerarie come la tranvia a vapore Raddusa Scalo-Assoro Scalo-Sant'Agostino e in seguito la tranvia elettrica Catania-Acireale.

### L'industrializzazione del XX secolo

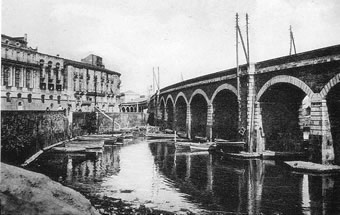
Gli Archi della Marina all'inizio del Novecento.

Nei primi decenni del Novecento il movimento complessivo delle merci nel porto, indice di sviluppo e benessere della provincia e dell'area siciliana orientale, era in netta crescita e Catania divenne il riferimento economico dell'intera Sicilia con lo sviluppo nel campo industriale, nelle concerie e nel tessile, ma soprattutto nella raffinazione e commercializzazione dello zolfo che proveniva dall'interno e gravitava per la maggior parte nel capoluogo tanto da far parlare di Catania come della Milano del Sud. Secondo una statistica di fine secolo la provincia di Catania esportava zolfi, cereali e frutta dal porto di Catania e vini dal porto di Riposto verso le destinazioni di U.S.A., Francia, Austria e Gran Bretagna e importava cotone grezzo e ferro dalla Gran Bretagna, pelli per le concerie dalla Francia, lana da Austria e Francia, grano dalla Russia e alcool dagli Stati Uniti.
Nell'antichità lo zolfo grezzo veniva raffinato fuori dalla Sicilia. In seguito si iniziò a raffinarlo sul luogo di produzione e Catania divenne il polo di raffinazione del prezioso prodotto. Tra le ragioni che motivarono questa scelta il fatto che a Catania c'era la ferrovia e si stava costruendo il nuovo porto. Alla fine dell'Ottocento erano attive in Sicilia 500 miniere e l'indotto dava lavoro a oltre 200.000 persone.
Così accanto alla ferrovia, a Catania sorse la città dello zolfo, a nord della stazione lungo la via Messina con forni di fusione e mulini di raffinazione in grandi capannoni rettangolari con le ciminiere in mattoni alte anche trenta metri. Le raffinerie di zolfo furono costruite fino al 1905, anno in cui l'applicazione, negli USA, del metodo Frasch che estraeva lo zolfo già fuso dal sottosuolo dagli immensi giacimenti solfiferi texani, causò la fine del sogno siciliano e dello sviluppo industriale zolfifero della provincia di Catania. La produzione del "fiore di zolfo" ebbe il suo massimo nel 1899 quando la produzione siciliana raggiunse gli 8/10 di quella mondiale, grazie alle estrazioni massicce condotte nella Sicilia interna, soprattutto nelle grandi miniere di Pasquasia, di Floristella e di Grottacalda.
Le ciminiere, oggi restaurate a cura della provincia regionale di Catania, danno nome al centro fieristico e congressuale sito nell'attuale viale Africa, esempio mirabile di archeologia industriale.
Lo scoppio della prima guerra mondiale fece crollare rapidamente il traffico mercantile a causa della chiusura dei mercati orientali Impero ottomano interessati dall'economia catanese e del traffico marittimo con l'Austria. La città e l'intera provincia entrarono quindi in una seria crisi. Anche il commercio dello zolfo andava sempre più ridimensionandosi a causa della concorrenza dello zolfo del Texas prodotto con metodi più moderni e a costi inferiori.
A Catania infine già nel primo decennio del Novecento, agli albori del cinema, sorsero varie case di produzione cinematografica: "Morgana film" (da non confondersi con un'omonima società costituita a Roma), "Etna film", "Katana film", "Sicula film" e "Jonio film". La produzione cinematografica di Catania durerà però solo pochi anni. Vennero presto favorite e finanziate altre sedi e il settore entrò in crisi.

### Il primo dopoguerra
Nel primo dopoguerra vennero individuati alcuni punti fermi per il rilancio dell'economia con un vasto programma di bonifiche e raccolta e canalizzazione dell'acqua d'irrigazione e nella produzione indispensabile di energia elettrica. Vennero quindi approntate e messe in opera le bonifiche del Pantano d'Arci, del Biviere di Lentini, e del corso dell'alto Simeto. Importanti fattori di ripresa dello sviluppo furono inoltre gli interventi di riassetto del porto di Catania con la costruzione del nuovo molo centrale e di attrezzature per il carico e lo scarico delle navi.
Il periodo fascista produsse comunque globalmente una terziarizzazione della società catanese e a una stagnazione produttiva della provincia, anche a causa della perdita dei suoi commerci verso i paesi esteri, con i quali le relazioni diventavano sempre più difficili a causa dell'embargo e dalla perdita dei mercati orientali seguita ai mutati assetti politici del dopoguerra.
Nel 1927 la provincia di Catania venne anche decurtata di una parte del suo territorio nell'ambito della creazione della nuova provincia di Castrogiovanni (poi Enna) perdendo la sua giurisdizione sui comuni della sponda occidentale del Simeto fino a Nicosia e della Piana di Catania oltre Catenanuova.
Nel novembre del 1928 un'eruzione dopo aver minacciato i centri di Sant'Alfio e Nunziata, investì e sommerse Mascali. L'eruzione provocò ingenti danni all'economia agricola e la chiusura della tratta della Ferrovia Circumetnea e della direttrice Catania-Messina delle ferrovie e la strada carrabile statale. La cittadina mascalese venne quindi interamente ricostruita in un'area adiacente, nello stile dell'allora nascente regime fascista.

### Il secondo dopoguerra
Il secondo conflitto mondiale interessò particolarmente l'area dell'ex provincia quando, a seguito dello sbarco in Sicilia, da parte delle truppe statunitensi nel 1943, fu sottoposta a intensi e disastrosi bombardamenti alleati che distrussero gravemente le infrastrutture portuali e ferroviarie nelle due direttrici fondamentali Catania–Palermo e Catania–Messina e Siracusa. Bombardati e distrutti anche gli aeroporti di Catania, Gerbini e Vizzini. La dura resistenza prima alla piana di Catania e poi sull'asse Troina – Randazzo – Mar Ionio (direttrice della ritirata della divisione tedesca di SS "Göring") oltre a migliaia di vittime di entrambe le parti lasciò il territorio provinciale e cittadino in condizioni disastrose. Proprio il territorio provinciale vide perpetrarsi la prima rappresaglia nazista nei confronti della popolazione civile italiana: la Strage di Castiglione.
Dopo il greve periodo dell'occupazione alleata, nel quale si pensò piuttosto alla sopravvivenza e nel quale ebbero origine attività, non proprio pulite di mercato nero, iniziò la ricostruzione. La fine del regime e il caos politico seguito alla caduta di Mussolini, fecero risorgere le istanze autonomiste e proprio Catania divenne una delle roccaforti dell'EVIS. L'esercito autonomista, che aveva la sede operativa nel capoluogo, vi organizzò la lotta armata e i sabotaggi sino al 17 giugno 1945, quando, in uno scontro a fuoco con i carabinieri in contrada "Murazzu ruttu" (Randazzo) veniva ucciso Antonio Canepa, insieme con altri due esponenti.
La I legislatura dell'Italia repubblicana fu caratterizzata dall'opera di ricostruzione e dalla realizzazione di un piano di riforme. La legge n. 43 del 28 febbraio 1949, tramite il Piano INA-Casa, favorì il rilancio dell'attività edilizia, la riduzione della disoccupazione con la costruzione di alloggi popolari.
Un'altra riforma fu quella agraria del 1950 predisposta da Antonio Segni, ministro dell'Agricoltura che il 27 dicembre, la Regione Siciliana, con un'altra legge di riforma, adeguò al territorio dell'isola. Vennero espropriati ettari ed ettari di terreni realizzando così uno degli obiettivi politici di De Gasperi: creare una classe di piccoli proprietari, migliorare le arcaiche condizioni dell'agricoltura in alcune parti del paese.
La Cassa per il Mezzogiorno fu l'altra riforma approvata all'inizio degli anni cinquanta. Il disegno di legge, che fu deliberato dal Consiglio Nazionale della Democrazia Cristiana presieduto da don Luigi Sturzo, produsse la legge 10 agosto 1959, n. 646. Essa prevedeva un programma finalizzato di lavori pubblici per un decennio e individuava, come priorità, la sistemazione idraulico-forestale e la bonifica, anche per favorire la riforma fondiaria e assicurare lo sviluppo del meridione.
Vennero così costituiti consorzi ed enti di bonifica per completare i mai finiti progetti dell'anteguerra; Il consorzio di bonifica del Simeto rese utilizzabili nuove aree da coltivare, canalizzando le acque irrigue e regolò il corso dei fiumi principali che straripando periodicamente riformavano i pantani di sempre, nella Piana di Catania. Negli anni cinquanta nacque la Zona industriale di Catania in quello che era stato il Pantano d'Arci, l'edilizia iniziò a svilupparsi su larga scala costituendo le basi per un settore ancor oggi trainante attraendo tuttavia sempre più popolazione, in cerca di lavoro, verso la città di Catania. A seguito della riforma agraria vennero spezzettati i vecchi latifondi e costruite migliaia di case coloniche nella piana di Catania; tuttavia l'esiguità dei frazionamenti non sortirà l'effetto sperato e molte case coloniche verranno abbandonate non molti anni dopo a causa dell'emigrazione verso il nord Italia e spiccatamente a Milano e a Torino. Le aree ricche saranno ancora quelle della produzione agrumaria della zona pedemontana dell'Etna e delle colline a sud della piana.

### Simboli
Lo stemma era stato concesso con regio decreto del 7 luglio 1883.
Lo scudo riuniva gli stemmi dei capoluoghi dei circondari originari, compreso Nicosia, ceduto nel 1927 alla provincia di Enna.

## Comuni
La Provincia Regionale di Catania, alla data sua soppressione, era costituita dai seguenti comuni:
- Aci Bonaccorsi
- Aci Castello
- Aci Catena
- Aci Sant'Antonio
- Acireale
- Adrano
- Belpasso
- Biancavilla
- Bronte
- Calatabiano
- Caltagirone
- Camporotondo Etneo
- Castel di Iudica
- Castiglione di Sicilia
- Catania
- Fiumefreddo di Sicilia
- Giarre
- Grammichele
- Gravina di Catania
- Licodia Eubea
- Linguaglossa
- Maletto
- Maniace
- Mascali
- Mascalucia
- Mazzarrone
- Militello in Val di Catania
- Milo
- Mineo
- Mirabella Imbaccari
- Misterbianco
- Motta Sant'Anastasia
- Nicolosi
- Palagonia
- Paternò
- Pedara
- Piedimonte Etneo
- Raddusa
- Ragalna
- Ramacca
- Randazzo
- Riposto
- San Cono
- San Giovanni la Punta
- San Gregorio di Catania
- San Michele di Ganzaria
- San Pietro Clarenza
- Sant'Agata li Battiati
- Sant'Alfio
- Santa Maria di Licodia
- Santa Venerina
- Scordia
- Trecastagni
- Tremestieri Etneo
- Valverde
- Viagrande
- Vizzini
- Zafferana Etnea

## Amministrazione

### Presidenti della provincia di Catania

Il gonfalone dell'ex provincia.

Con l'unità d'Italia la provincia di Catania, come tutte le province italiane, fu affidata a un prefetto. Solo dal 1889 il presidente della deputazione provinciale fu scelto dal Consiglio provinciale, che era un organismo distinto: elenchi che mischino i due organi sono totalmente erronei.
Dal 19 ottobre 1946 a capo della provincia vi fu un commissario prefettizio e si successero Umberto Mondio e Salvatore Ferro, fino al 18 giugno 1947. La provincia venne poi retta da un Delegato Regionale Provvisorio fino al 22 dicembre 1964.
| Periodo          | Periodo          | Presidente        | Partito              | Carica                         | Note  |
| ---------------- | ---------------- | ----------------- | -------------------- | ------------------------------ | ----- |
| 9 dicembre 1943  | 18 ottobre 1946  | Roberto Giuffrida | -                    | Delegato Regionale             | [ 9 ] |
| 19 ottobre 1946  | 28 maggio 1947   | Umberto Mondio    | -                    | Commissario Prefettizio        | [ 9 ] |
| 29 maggio 1947   | 18 giugno 1947   | Salvatore Ferro   | -                    | Commissario Prefettizio        | [ 9 ] |
| 19 giugno 1947   | 3 agosto 1947    | Carlo Amico       | -                    | -                              | [ 9 ] |
| 4 agosto 1947    | 3 settembre 1947 | Carlo Amico       | -                    | Delegato Regionale Provvisorio | [ 9 ] |
| 4 settembre 1947 | 17 giugno 1957   | Carlo Amico       | -                    | Delegato Regionale Provvisorio | [ 9 ] |
| 18 giugno 1957   | 8 aprile 1958    | Salvatore Papale  | Democrazia Cristiana | Delegato Regionale Provvisorio | [ 9 ] |
| 9 aprile 1958    | 5 dicembre 1958  | Antonino Drago    | Democrazia Cristiana | Delegato Regionale Provvisorio | [ 9 ] |
| 6 dicembre 1958  | 15 ottobre 1961  | Orazio Condorelli | Democrazia Cristiana | Delegato Regionale Provvisorio | [ 9 ] |
| 16 ottobre 1961  | 7 marzo 1962     | Antonino Drago    | Democrazia Cristiana | Delegato Regionale Provvisorio | [ 9 ] |
| 8 marzo 1962     | 22 ottobre 1964  | Antonino Drago    | Democrazia Cristiana | Delegato Regionale Provvisorio | [ 9 ] |
| 23 ottobre 1964  | 22 dicembre 1964 | Armando Palazzo   | -                    | Assessore Anziano Reggente     | [ 9 ] |

Nel 1964 il governo regionale siciliano decise di creare un consiglio di secondo grado dei liberi consorzi scelti dai consiglieri comunali, e nel 1970 si arrivò alla restaurazione della vita democratica nelle province convocando per la prima volta le elezioni, omologandosi al resto d'Italia.
| Periodo          | Periodo         | Presidente          | Partito              | Carica     | Note         |
| ---------------- | --------------- | ------------------- | -------------------- | ---------- | ------------ |
| 23 dicembre 1964 | 25 gennaio 1972 | Nicolò Nicoletti    | -                    | Presidente | [ 9 ]        |
| 26 gennaio 1972  | 13 maggio 1973  | Antonino Torrisi    | -                    | Presidente | [ 9 ]        |
| 14 maggio 1973   | 6 novembre 1973 | Vincenzo Auteri     | -                    | Presidente | [ 9 ]        |
| 7 novembre 1973  | 5 agosto 1975   | Nicolò Nicoletti    | -                    | Presidente | [ 9 ] [ 10 ] |
| 6 agosto 1975    | 2 agosto 1976   | Stefano Scandura    | -                    | Presidente | [ 9 ] [ 10 ] |
| 3 agosto 1976    | 28 giugno 1982  | Giacomo Sciuto      | Democrazia Cristiana | Presidente | [ 9 ] [ 10 ] |
| 29 giugno 1982   | 3 giugno 1984   | Salvatore Distefano | Democrazia Cristiana | Presidente | [ 9 ] [ 10 ] |
| 4 giugno 1984    | 5 marzo 1986    | Antonio Torrisi     | Democrazia Cristiana | Presidente | [ 9 ] [ 10 ] |

Durante il mandato di Antonio Torrisi (1984-1986), la Provincia cambiò nome in Provincia Regionale con un'operazione puramente lessicale.
| Periodo          | Periodo          | Presidente            | Partito                     | Carica                | Note  |
| ---------------- | ---------------- | --------------------- | --------------------------- | --------------------- | ----- |
| 2 febbraio 1987  | 27 marzo 1987    | Alfredo Bernardini    | -                           | Presidente            | [ 9 ] |
| 28 marzo 1987    | 6 novembre 1987  | Onofrio Zaccone       | -                           | Commissario Regionale | [ 9 ] |
| 27 novembre 1987 | 11 giugno 1989   | Alfredo Bernardini    | -                           | Presidente            | [ 9 ] |
| 12 giugno 1989   | 9 ottobre 1991   | Giulio Sascia Tignino | Partito Socialista Italiano | Presidente            | [ 9 ] |
| 10 ottobre 1991  | 20 novembre 1991 | Diego Di Gloria       | Democrazia Cristiana        | Presidente            | [ 9 ] |
| 21 novembre 1991 | 16 marzo 1993    | Carmelo Rapisarda     | -                           | Presidente            | [ 9 ] |
| 17 marzo 1993    | 10 agosto 1993   | Francesco Altamore    | Partito Socialista Italiano | Presidente            | [ 9 ] |
| 11 agosto 1993   | 18 febbraio 1994 | Antonino Pennisi      | -                           | Commissario Regionale | [ 9 ] |

Ben più significativa fu la riforma del 1994 che portò all'elezione diretta del Presidente della Provincia:
| Periodo          | Periodo          | Presidente             | Partito            | Carica                                                   | Note          |
| ---------------- | ---------------- | ---------------------- | ------------------ | -------------------------------------------------------- | ------------- |
| 19 febbraio 1994 | 2 giugno 2003    | Nello Musumeci         | Alleanza Nazionale | Presidente eletto a suffragio popolare                   | [ 10 ]        |
| 3 giugno 2003    | 12 febbraio 2008 | Raffaele Lombardo      | Unione di Centro   | Presidente eletto a suffragio popolare                   | [ 10 ] [ 11 ] |
| 13 febbraio 2008 | 27 Febbraio 2008 | Gioacchino Ferlito     | -                  | Assessore anziano                                        | [ 10 ]        |
| 28 febbraio 2008 | 17 giugno 2008   | Rodolfo Casarubea      | -                  | Commissario Straordinario nominato con Decreto Regionale | [ 10 ]        |
| 16 giugno 2008   | 11 novembre 2012 | Giuseppe Castiglione   | Forza Italia       | Presidente eletto a suffragio popolare                   | [ 10 ]        |
| 05 novembre 2012 | 11 novembre 2012 | Michelangelo Lo Monaco | -                  | Commissario Straordinario nominato con Decreto Regionale | [ 10 ]        |
| 12 novembre 2012 | 31 dicembre 2013 | Antonella Liotta       | -                  | Commissario Straordinario                                | [ 12 ] [ 13 ] |
| 3 gennaio 2014   | 2014             | Giuseppe Romano        | -                  | Commissario Straordinario                                | [ 14 ] [ 15 ] |
| 4 novembre 2014  | 2015             | Sergio Azzarello       | -                  | Commissario ad acta                                      | [ 16 ]        |

Il 28 marzo 2014 fu disposta la soppressione delle nove Provincie Regionali, sostituite da "Liberi Consorzi Comunali ", in seguito all'entrata in vigore della legge approvata dall'Assemblea Regionale Siciliana il 12 marzo 2014. Un'ulteriore legge regionale avrebbe disciplinato compiti e funzioni di questi nuovi Enti, mentre ogni Provincia è stata, nel frattempo, retta da un Commissario straordinario nominato dalla giunta regionale. Dal 2015 l'ente è stato definitivamente sostituito dalla Città Metropolitana di Catania, in base alla L.R. 15 del 4 agosto 2015.
| Periodo         | Periodo         | Presidente      | Partito | Carica                    | Note                 |
| --------------- | --------------- | --------------- | ------- | ------------------------- | -------------------- |
| 3 dicembre 2014 | 8 aprile 2015   | Giuseppe Romano | -       | Commissario Straordinario | [ 19 ] [ 20 ] [ 21 ] |
| 27 aprile 2015  | 10 gennaio 2016 | Paola Gargano   | -       | Commissario Straordinario | [ 22 ]               |